# 伊兹亚尤
伊兹亚尤（羅馬化：Izʺyayu）是俄罗斯科米共和国的市级镇，属伯朝拉市。
该地名称来自科米语，意为“多石的河流”。2021年有人口1,024人；2010年人口1,323；2002年人口1,716；1989年人口2,588。